# Kruštík drobnolistý

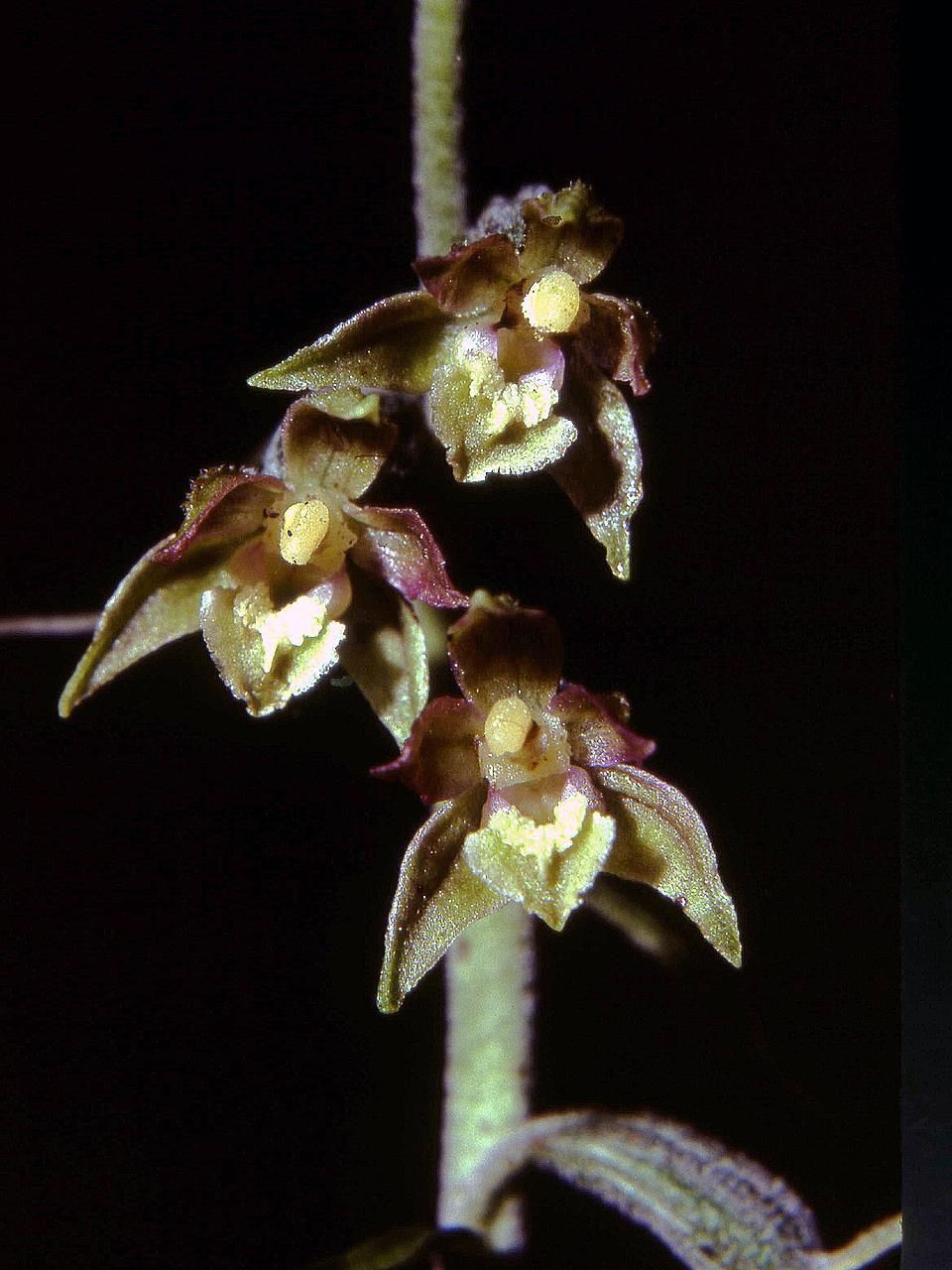
Květy

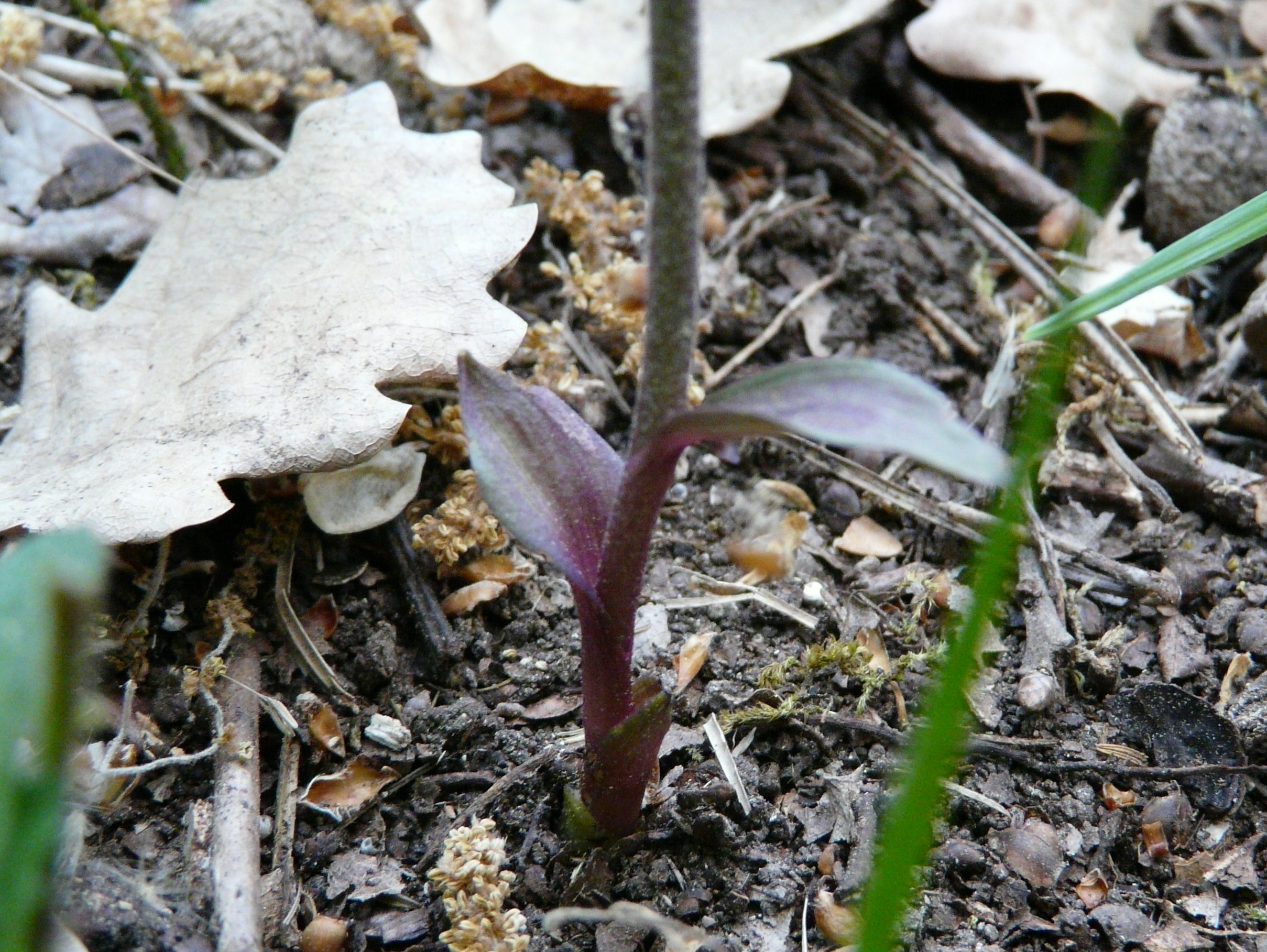
Listy

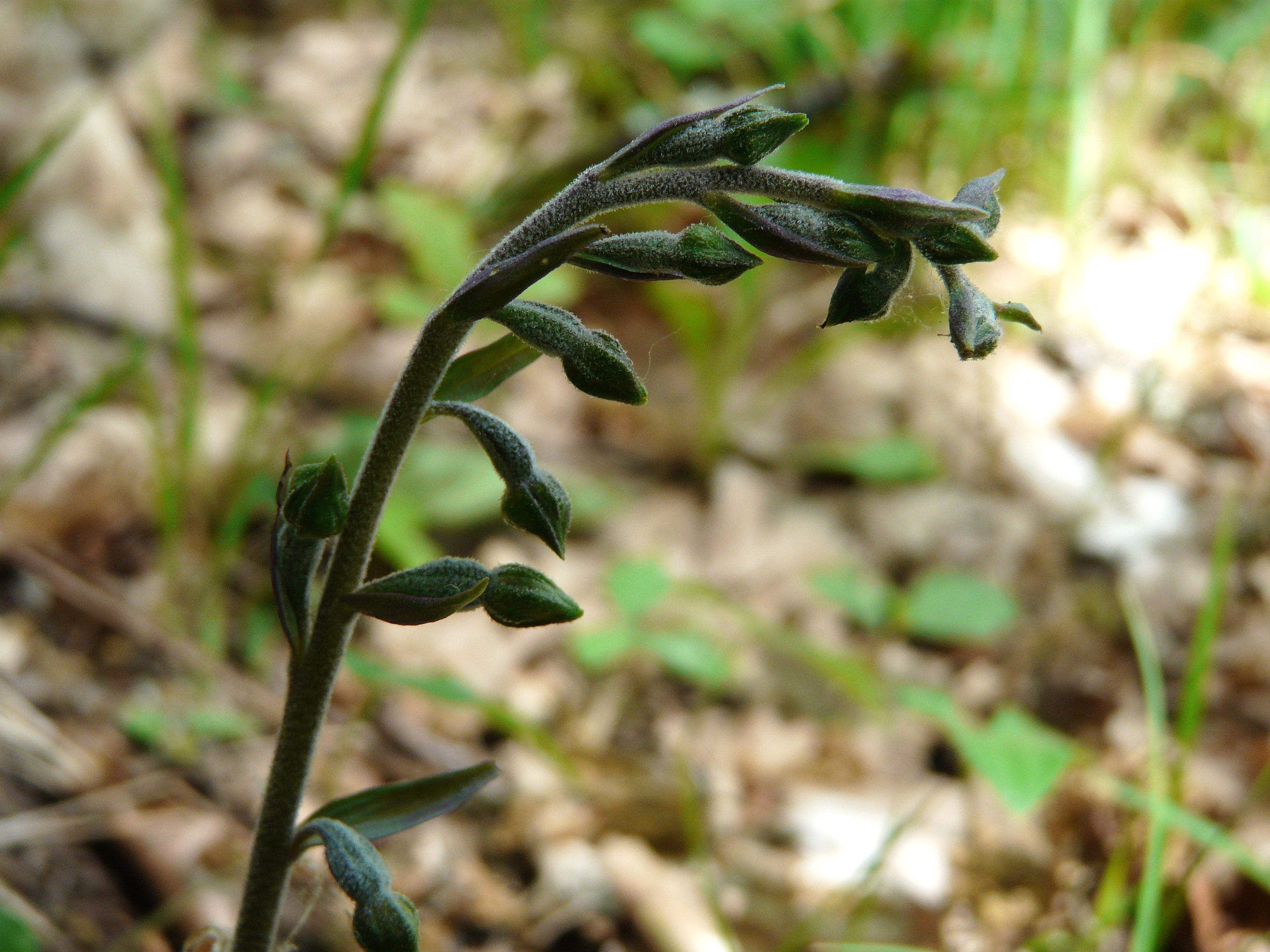
Pupeny květů

Kruštík drobnolistý (Epipactis microphylla) je drobná, vyhynutím ohrožená rostlina stinných a vlhkých lesů, jeden z asi 50 druhů rodu kruštík. Přestože je v české přírodě původní druh je poměrně vzácný, vyskytuje se jen na několika místech a jeho početní stavy se nadále snižují.

## Rozšíření
Je evropsko-západoasijský druh, oblast jeho výskytu začíná na západě ve Francii a Španělsku, odkud se rozprostírá téměř přes celou Evropu (severní hranice areálu však probíhá Německem) až po Turecko a jižní pobřeží evropského Ruska. Směrem na jih druh roste až po jižní Itálii, Řecko a přiléhající větší středozemní ostrovy. Dále útržkovitě zasahuje do široké oblastí severního Kavkazu, na území Malé Asie a až po sever Íránu. Chybí však ve vnitrozemí východoevropských zemí, Běloruska, Ukrajiny a Ruska.
V České republice se vyskytuje více na Moravě, hlavně v Bílých Karpatech, méně pak na severovýchodě Čech, kde roste v okrese Nymburk v Národní přírodní rezervaci Čtvrtě.

## Ekologie
Kruštík drobnolistý je lesní druh rostoucí ve starších listnatých lesích, kde je vápnitá, humózní, na živiny bohatá půda nacházející se na podloží zásaditého charakteru, jen ojediněle se rostlina dostává na lesní okraje. Nejčastěji se vyskytuje ve stinných bučinách, doubravách či habřinách, kde je bylinné patro řídké a keřové chybí; jen ojediněle se nachází v lesích jehličnatých. Potřebuje průběžnou, ale jen přiměřenou vlhkost a proto nejčastěji vyrůstá v nevelké vzdálenosti od lesních potoků, pramenišť nebo tůněk. Netoleruje plné oslunění.
Tento geofyt se v české krajině vyskytuje od pahorkatin až po podhůří, v italských Alpách se nacházejí jeho stanoviště až ve výšce 1800 m n. m. Rostlina má jen drobné listy což osvětluje zjištění, že všechny potřebné metabolické organické látky nezískává ani v pozdějším věku výhradně fotosyntézou, ale také si někdy vypomáhá prostřednictvím symbiotické mykorhizy, např. s houbami rodu lanýž (Tuber). Toto zjištění doplňuje i fakt, že kořeny rostliny jsou v porovnání s oddenky velmi tlusté. Kvete v období od června do srpna. Ploidie druhu je 2n = 40.

## Popis
Vytrvalá bylina s lodyhou vysokou obvykle 15 až 30 cm, která vyrůstá z krátkého oddenku. Celá rostlina je šedě až tmavě zelená, někdy nafialovělá a vždy porostlá krátkými, šedými chlupy. Listy s drobnou pochvou jsou pravidelně rozložené, rostou střídavě, bývají dlouhé 1,5 až 3,5 cm a široké 0,5 až 1,5 cm, jsou celistvé, bývají nejméně tři a výjimečně až deset, vždy jsou kratší než internodia a dolní listy jsou na rubové straně a pochvě nafialovělé.
V horní části lodyhy vyrůstá 3 až 15 souměrných květů sestavených do řídkého terminálního, obvykle jednostranného klasu s hustě pýřitým vřetenem. Nejspodnější, úzce kopinaté listeny květenství bývají 10 až 20 mm dlouhé a 2 až 5 mm široké, obvykle jsou stejně dlouhé až jedenapůlkrát delší než květ.
Květy jsou nápadně drobné, zvonkovité, rovnovážně odstávají nebo jsou mírně skloněné, bývají pootevřené nebo zcela otevřené, okvětí mají zelené až nafialovělé a silně voní po vanilce či hřebíčku. Šest okvětních lístků je uspořádáno do dvou přeslenů, ve vnějším jsou lístky vejčitě kopinaté, na vrcholu smáčknuté, asi 7 mm dlouhé, na venkovní straně slabě fialově naběhlé a uvnitř zelené; ve vnitřním jsou lístky vejčitě kopinaté a zelenobílé či slabě narůžovělé. Dolní lístek vnitřního přeslenu vytváří uprostřed zřetelně zaškrcený pysk bez ostruhy; jeho spodní část (epichil) je srdčitě trojúhelníkovitá, asi 4 mm dlouhá a 4,5 mm široká, světle zelená, po okraji bělavá či narůžovělá a na bázi má bělavý hrbolek; horní část (hypochil) je vakovitě vydutá, širší než delší, vchod do ní je úzký, uvnitř je zelenavá nebo narůžovělá a zvenčí bílá nebo nazelenalá. Sloupek sdružující nitky tyčinek je dlouhý asi 2 mm, prašník obsahuje málo rozpadavé brylky pylu, hustě pýřitý a nafialovělý semeník je dlouhý asi 10 mm, pravoúhlá blizna je natočená šikmo k ose sloupku. K opylení dochází většinou samosprašně, rostelum bránící samoopylení je funkční pouze do doby krátce po otevření květu, později usychá. Květy se za nepříznivých podmínek opylují neotevřené kleistogamicky a ojediněle se na opylení podílí hmyz.
Plod je suchá tobolka dlouhá 13 až 18 mm, která obsahuje velké množství prachovitých semen s minimem endospermu. Rostlina se může rozmnožovat na velké vzdálenosti pohlavně semeny, do blízkého okolí vegetativně rozrůstáním oddenku. Semeno s nepatrnou zásobou výživných látek se již v počátku klíčení musí spojit s podhoubím symbiotických hub, ze kterých čerpá potřebné látky do doby, než ze semene vyroste semenáč schopný fotosyntézy.

## Ohrožení
V ČR je kruštík drobnolistý považovaný jak zákonem (Vyhláškou MŽP ČR č. 395/1992 Sb. ve znění vyhl. č. 175/2006 Sb.), tak i "Červeným seznamem cévnatých rostlin České republiky" z roku 2012 za silně ohrožený druh (§2, C2r). Rostliny tohoto druhu vyrůstají pouze na malém počtu lokalit a jen v nevelkých množstvích. Jsou ohrožené následkem nešetrného lesního hospodaření (velkoplošné holoseče, ošetření pasek a lemů herbicidními prostředky), kdy dochází ke znehodnocení stanovišť a k přeměně stávajících životních podmínek orchidejí na zcela nevyhovující, které předznamenávají jejich zánik.